# Agaricus subrutilescens
Agaricus subrutilescens är en svampart som först beskrevs av Calvin Henry Kauffman, och fick sitt nu gällande namn av Hotson & D.E. Stuntz 1938. Agaricus subrutilescens ingår i släktet champinjoner och familjen Agaricaceae.   Inga underarter finns listade i Catalogue of Life.

## Källor

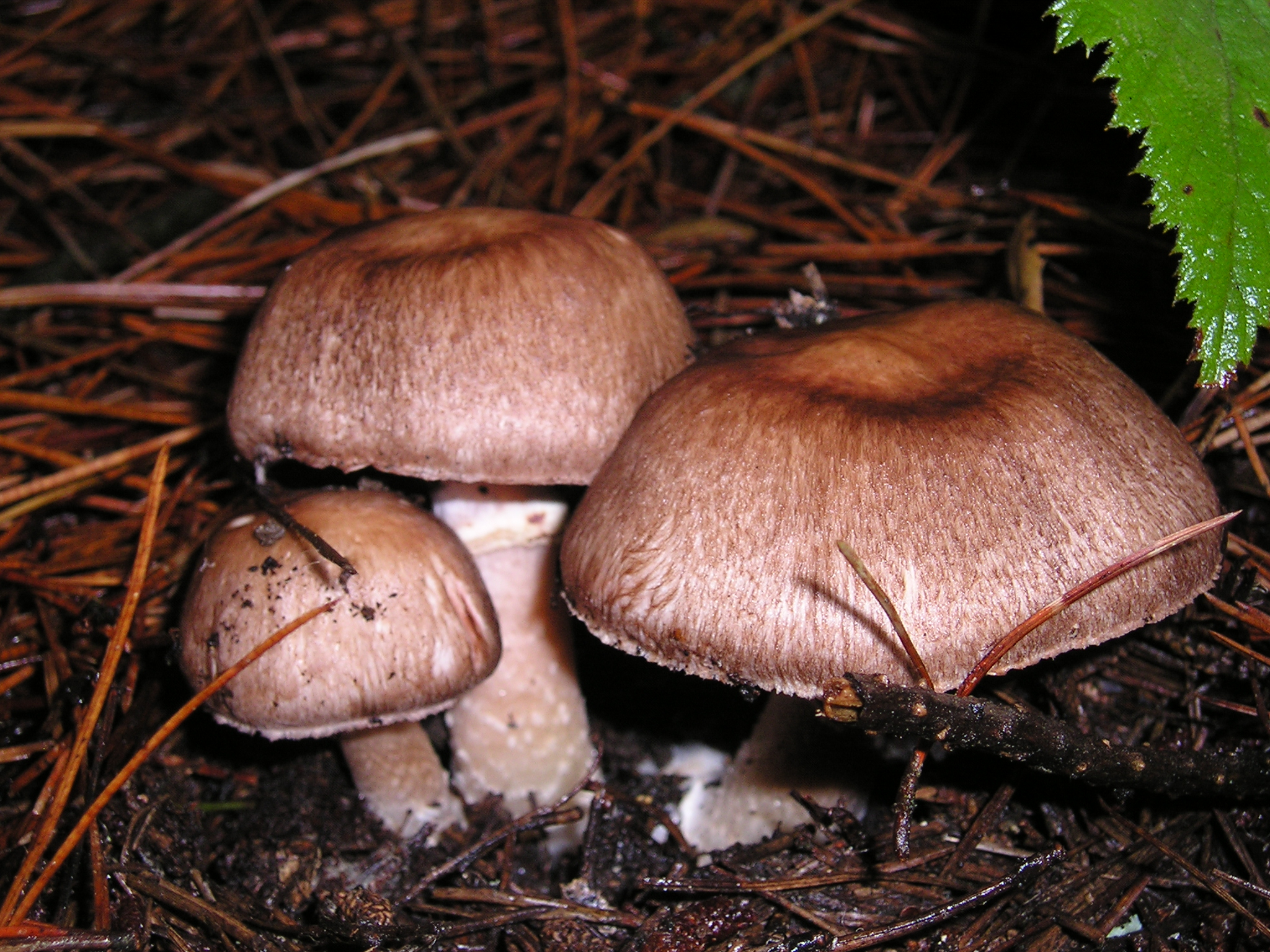